# Paracortina
Paracortina (лат.) — род двупарноногих многоножек семейства Paracortinidae из отряда Callipodida. Юго-Восточная Азия (Вьетнам, Китай). Известно 13 видов.

## Описание
Многоножки среднего размера (4—7 см) с хорошо развитыми плевротергальными гребнями. Типовой род семейства Paracortinidae, отличающийся от Angulifemur параллельными стебельками телоподитов, от Scotopetalum — наличием крупного переднемедиального субфалькатного отростка тазиков, а от рода Crassipetalum — значительно меньшими префемороидальными отростками и субфалькатным коксальным отростком тазиков b (никогда не превышающим телоподит).
Из пещер описано четыре вида рода Paracortina (P. multisegmentata, P. kyrang, P. yinae, P. zhangi). Эти виды демонстрируют (в разной степени у каждого вида) классические трогломорфные признаки, такие как депигментация кутикулы, уменьшение числа омматидиев, удлинение ног и усиков и, в крайних случаях, даже увеличение числа плевротергитов, достигающее 85 у P. multisegmentata. Наибольшая степень трогломорфизма наблюдается у P. kyrang. Полностью слепые виды отсутствуют.
- Paracortina zhangi

## Классификация
Известно 13 видов.
- P. asciformis Akkari & Stoev, 2023 — Lixian County, Сычуань, Китай.
- P. carinata (Wang & Zhang, 1993) — Shangrila County (=Zhong Dian/ Zhongdian County), Юньнань, Китай.
- P. kabaki Akkari & Stoev, 2023 — Shangrila County, Юньнань, Китай.
- P. kyrang Nguyen, Stoev, Nguyen & Vu, 2023 — Ky Rang Cave, Quoc Toan Commune, Quang Hoa District, Cao Bang, Вьетнам[7].
- P. leptoclada Wang & Zhang, 1993 — Shangrila County, Юньнань, Китай.
- P. multisegmentata Stoev & Geoffroy, 2004 — Ngọc Lặc County, Thanh Hoa District, Вьетнам.
- P. serrata (Wang & Zhang, 1993) — Deqin County, Юньнань, Китай.
- P. stimula (Wang & Zhang, 1993) — Shangrila County, Юньнань, Китай.
- P. thallina (Wang & Zhang, 1993) — Batang County, Сычуань, and Shangrila County, Юньнань, Китай.
- P. viriosa  (Wang & Zhang, 1993) — Shangrila County, Юньнань, and Mang kang County/Markam? County, Tibet Autonomous Region, Китай.
- P. voluta  Wang & Zhang, 1993 — Yajiang County and Yanyuan County (new record), Сычуань, Китай.
- P. yinae Liu & Tian, 2015 — Cave in Yanchang Village, Гуанси, Китай[6].
- P. zhangi Liu & Tian, 2015 — Cave Qiaoxia Dong, Гуйчжоу, Китай.

## Распространение
Юго-Восточная Азия. Большинство видов отмечены в Китае и пара видов во Вьетнаме.